# PRIME FACTOR
PRIME FACTOR（プライム・ファクター）は、2013年10月5日から2015年9月26日までJ-WAVEで放送されていたラジオ番組。

## 概要
- 当番組開始以前、J-WAVEの週末夜の編成は、原則的に単独スポンサーによる54分番組をメインに据え、そのあと毎時55分ごろからJ-WAVE LIFE INFORMATIONと「VISION」（前身は「VOICE...」）を挿入して次の番組へと送る組み合わせとなっていた（0時台は60分番組）。
- 当番組では、以前より単独番組として放送されていた「MAKE IT 21」（放送時間30分繰上げ、15分短縮）と「BOOK BAR」（放送時間20分繰り下げ、25分短縮）、さらに小曽根真（「THE PLAYERS」から続投）の新番組「JAZZ IS ALIVE」をそれぞれ内包・フロート番組化させ、LIFE INFORMATIONなどを放送しながら『大人のための複合情報プログラム』として連携させる方針で放送開始された（これにより、土曜の「VISION」は20時台までに短縮された）。メインナビゲーターには、「MAKE IT 21」でもナビゲーターを務めるショーンKを迎えた。
- キーワードは「Factorize（ファクタライズ）」であるが、本来は「（多項式を）因数分解する」の意味を持つ。当番組においては「世の中の話題をFactorize」と表現し、毎週ゲストを招きながら、様々な話題を因数分解するように紐解いていく。
- 2014年9月27日放送分を最後に「BOOK BAR」が再び単独番組として独立し、0:00からの放送へ移行した。さらに同日放送分をもって「JAZZ IS ALIVE」が終了。これに伴い、同年10月4日放送分からは放送時間が1時間短縮となり、番組構成がリニューアルされた。

## 放送時間
- 2013年10月5日 - 2014年9月27日 … 土曜 21:00 - 翌1:00
- 2014年10月4日 - 2015年9月26日 … 土曜 21:00 - 翌0:00

## ナビゲーター
- ショーンK

### 過去のナビゲーター
「BOOK BAR」
- 大倉眞一郎、杏

「JAZZ IS ALIVE」
- 小曽根真

## 主なコーナー

### 現在
- 21:10 - NEWS TRIGGER
- 21:40 - WORDS IN MOTION
さまざまなフィールドから今を切り取る「生きた言葉」をファクタライズするコーナー。ショーンがまずは英語で紹介し、日本語で解説をしていく。
- 22:00 - 22:40 - Make IT 21（提供：MACROMILL）
- 23:40 - 23:50 - TREAD THE TREND
「トレンドキュレーター」と呼ばれるレポーターが、話題のヒット商品やイベント・最新トレンドの現場を取材し、そこから見える本質を探り、紹介するコーナー。

### 開始 - 2014年9月27日
- 21:10 - 21:20 - GATE OF FACTOR
- 21:30 - 22:10 - Make IT 21
- 22:10 - HEADLINE NEWS
- 22:15 - WORDS IN MOTION
- 22:20 - 23:20 - Factorize X
- 23:00 - SPORTS HEADLINES
- 23:20 - 23:50 - BOOK BAR
- 23:50 - WEATHER INFORMATION
- 翌0:20 - 0:50 - JAZZ IS ALIVE